# Melânia Luz
Melânia Luz (São Paulo, 1 de junho de 1928 — São Paulo, 22 de junho de 2016) foi uma velocista brasileira. Foi a primeira mulher negra a participar de uma delegação olímpica brasileira, nos Jogos Olímpicos de Verão de 1948, realizados em Londres.
Em 2022, entrou no Hall da Fama do Comitê Olímpico do Brasil.

## História
Melânia nasceu no bairro do Bom Retiro, na capital paulista, e foi atleta do São Paulo Futebol Clube, sendo treinada por Dietrich Gerner, um técnico alemão que também trabalhava com Ademar Ferreira da Silva. Como na época os atletas não recebiam salário pelos treinamentos, era necessário que Melânia trabalhasse para se sustentar, e assim fez, sendo técnica de laboratório por 30 anos no  Hospital do Servidor Público, treinando nos sábados e domingos, dias que sobravam a ela.
Iniciou sua carreira no 1º Troféu Brasil de 1945, quando ficou em segundo lugar na final dos 200 m rasos, atrás apenas de Clara Müller, do Clube Pinheiros. No ano seguinte participou de sua primeira prova internacional, o Campeonato Sul-Americano de Atletismo de 1946 (não oficial) em Santiago, participando dos 200 m rasos e do revezamento 4 x 100 m, obtendo a medalha de obtendo a medalha de bronze por equipes. No 2º Troféu Brasil participou da prova dos 100 m rasos onde obteve o segundo lugar. No campeonato paulista de atletismo de 1946 no Canindé, ficou em segundo lugar nos 100 m, venceu os 200 m e o revezamento 4 x 100 m pela equipe do São Paulo.
Em 1947 Melânia se destacou no Campeonato Sul-Americano de Atletismo de 1947, onde obteve a medalha de bronze nos 100 m e prata nos 200 m e no revezamento 4 x 100 por equipes. Os resultados no Sul-Americano a qualificaram para a equipe brasileira de atletismo feminino para os Jogos Olímpicos de Verão de 1948. Durante a preparação para os jogos, Melânia bateu dois recordes nacionais por equipes, o das provas 4 x 75 m com 38 s e 4 x 100 com 50 s (ambos ao lado de Lucíla Pini, Clara Muller e Benedita Oliveira) 
Ela competiu nos 200 metros femininos nos Jogos Olímpicos de Verão de 1948, fazendo o tempo de 26.6, sendo a quarta colocada na primeira série eliminatória. Não se classificou para a final na prova do revezamento 4x100, mas quebrou o recorde sul-americano junto de sua equipe, composta por Benedita Oliveira, Elizabeth Clara Muller e Lucila Pini.
Melânia sofria de Mal de Alzheimer desde 2007, e sua memória foi se perdendo gradualmente. Morreu em 22 de junho de 2016 em São Paulo, de causas naturais, porém sua morte não foi divulgada na época.
Em 25 de outubro de 2020 Melânia recebeu o título de Emérita da Confederação Brasileira de Atletismo (CBAt), concedido pela Assembleia Extraordinária da entidade, onde foi representada por seus familiares.